# 卢鲁布尔博奈
卢鲁布尔博奈（法語：Louroux-Bourbonnais，法語發音：[luʁu buʁbɔnɛ]，意为“波旁的卢鲁”）是法国阿列省的一个市镇，位于该省西部，属于蒙吕松区。

## 地理
卢鲁布尔博奈（46°32'7"N, 2°50'28"E）面积33.02 平方千米，位于法国奥弗涅-罗讷-阿尔卑斯大区阿列省，该省份为法国中部省份，北起涅夫勒省、西北接谢尔省，西南至克勒兹省，南至多姆山省，东南临卢瓦尔省，东临索恩-卢瓦尔省。
与卢鲁布尔博奈接壤的市镇（或旧市镇、城区）包括：阿列省科讷、埃里松、圣卡普赖、特讷耶、韦纳、维约尔、勒维延、伊格朗德。

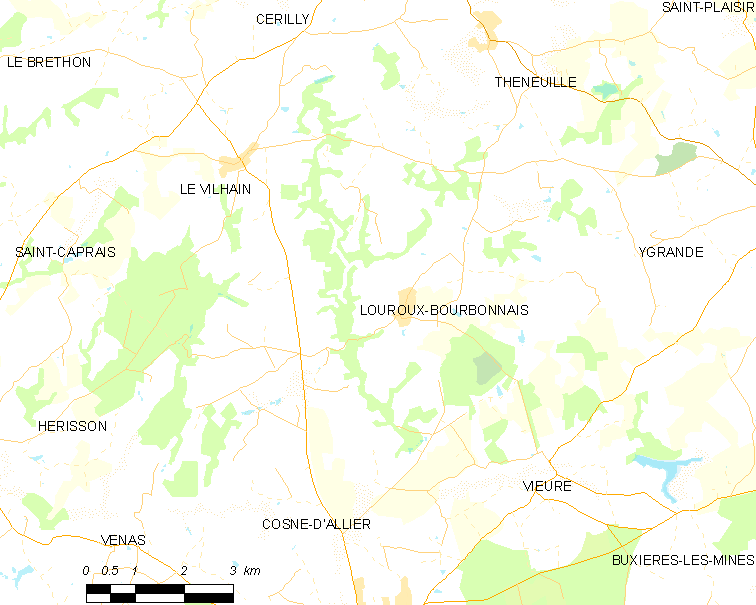
卢鲁布尔博奈的OSM定位图

卢鲁布尔博奈的时区为UTC+01:00、UTC+02:00（夏令时）。

## 行政
卢鲁布尔博奈的邮政编码为03350，INSEE市镇编码为03150。

## 政治
卢鲁布尔博奈所属的省级选区为于列勒县。

## 人口

1962-2008年间卢鲁布尔博奈人口变化图示

卢鲁布尔博奈于2022年1月1日时的人口数量为206人。